# Wanparti
Wanparti är en ort i Indien.   Den ligger i distriktet Mahbūbnagar och delstaten Telangana, i den södra delen av landet, 1 400 km söder om huvudstaden New Delhi. Wanparti ligger 401 meter över havet och antalet invånare är 55 182.
Terrängen runt Wanparti är platt. Runt Wanparti är det ganska tätbefolkat, med 230 invånare per kvadratkilometer. Det finns inga andra samhällen i närheten. Trakten runt Wanparti består till största delen av jordbruksmark.